# Свети Архангел Михаил (Моин)
Вижте пояснителната страница за други значения на Свети Архангел Михаил.
„Свети Архангел Михаил“ (на македонска литературна норма: „Свети Архангел Михаил“) е възрожденска православна църква в гевгелийското село Моин, югоизточната част на Северна Македония. Част е от Повардарската епархия на Македонската православна църква.
Църквата е изградена в XIX век. В 1917 година, когато селото е на фронтовата линия, и трите му църкви – екзархийската „Свети Архангел Михаил“, патриаршистката и католическата са разрушени. Селяните изграждат нова, която обаче също е разрушена през Втората световна война. В 1963 година църквата „Свети Архангел Михаил“ е възстановена. Представлява еднокорабна сграда с равен варосан таван, с притвор, но без олтарна апсида. Иконостасът е малък и е дело на гевгелиския столар Ристо Попов, което е отбелязано на надпис на него, датиран 30 декември 1968 година.